# Sons of Confederate Veterans
I Sons of Confederate Veterans (SCV) è un'organizzazione no profit e di beneficenza statunitense di discendenti maschili di veterani confederati con sede a Elm Springs a Columbia, in Tennessee.

## Storia

### La fondazione
La SCV fu fondata il 1º luglio 1896, presso il City Auditorium (l'attuale Virginia Commonwealth University in Cary Street Gym) a Richmond, in Virginia, da R. E. Lee Camp, un veterano confederato. È nota per erigere e mantenere monumenti e tombe della guerra civile americana, osservare il Confederate Memorial Day e incoraggiare lo studio storico del sud. Gli attivisti hanno posto una nuova enfasi sul controverso diritto di mostrare in pubblico simboli confederati.

### Confederate Veteran

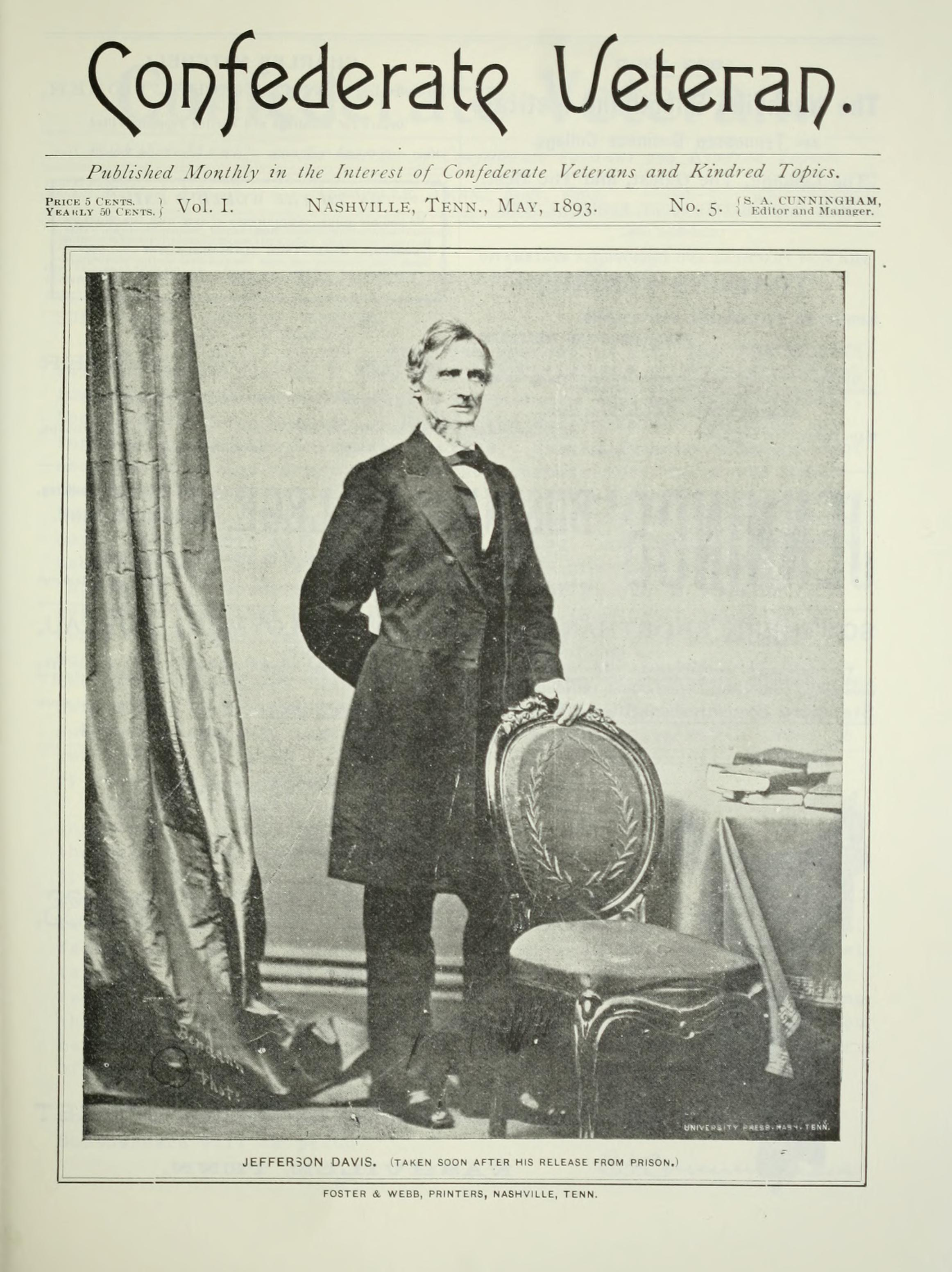
La copertina del magazine che ritrae il primo ed unico presidente degli Stati Confederati d'America, Jefferson Davis nel 1893 (Volume I, numero 5)

Il Confederate Veteran era un magazine dei veterani del Confederate States Army, che erano pubblicati dal 1893. Sono anche l'organo stampa ufficiale dell'United Confederate Veterans e dell'United Daughters of the Confederacy. Gli editori erano Sumner Archibald Cunningham ed Edith D. Pope.